# 브레이다블리크 UBK
브레이다블리크 UBK(아이슬란드어: Breiðablik UBK)는 1950년에 창단된 아이슬란드 코파보귀르의 스포츠 클럽이다.
브레이다블리크 UBK는 남녀 축구 팀과 육상, 농구, 가라테, 무용, 스키, 수영, 핸드볼 팀을 운영하고 있으며 또한 태권도도 가르치고 있다. 클럽 이름은 북유럽 신화에 등장하는 발드르의 집인 브레이다블리크에서 유래된 것이다.

## 성적

### 남자 축구 팀
- 랜드스반카데일딘 (남자부)
  - 우승 1회 (2010)
- 아이슬란드 1부 리그 (남자부)
  - 우승 6회 (1970, 1975, 1979, 1993, 1998, 2005)
- 아이슬란드 컵 (남자부)
  - 우승 1회 (2009)
  - 준우승 1회 (1971)
- 아이슬란드 리그컵 (남자부)
  - 준우승 3회 (1996, 2009, 2010)

### 여자 축구 팀
- 랜드스반카데일딘 (여자부)
  - 우승 15회 (1977, 1979, 1980, 1981, 1982, 1983, 1990, 1991, 1992, 1994, 1995, 1996, 2000, 2001, 2005)
- 아이슬란드 1부 리그 (여자부)
  - 우승 1회 (1988)
- 아이슬란드 컵 (여자부)
  - 우승 10회 (1981, 1982, 1983, 1994, 1996, 1997, 1998, 2000, 2005, 2006)
- 아이슬란드 리그컵 (여자부)
  - 우승 4회 (1996, 1997, 1998, 2001)

## 선수 명단

### 현역
- 빅토르 카를 에이나르손(2019 ~ )
- 크리스틴 스테인도르손(2007 ~ 2011, 2020 ~ )
- 회스쿨뒤르 귄뢰이그손(2011 ~ 2017, 2019 ~ )